# Limonium punicum
Espèce
Limonium punicum est une espèce de plantes à fleurs de la famille des Plumbaginaceae endémique de la Tunisie.